# Misery
《Misery》是一首披头士乐队的歌曲，收录于首张专辑《Please Please Me》中，由约翰·列侬和保罗·麦卡特尼共同创作。据列侬说：“这首歌相较于一首保罗歌，更像是一首列侬歌，但这是我们一起写的。”麦卡特尼说：“我不认为我们俩中的一个支配了那首，只是合作的结果。”
肯尼·林奇在1963年翻唱了这首歌并发行了单曲，使《Misery》成为了披头士第一首被其他音乐人翻唱的歌。

## 参与人员
- 约翰·列侬 – 声音、节奏吉他
- 保罗·麦卡特尼 – 声音、贝斯
- 乔治·哈里森 – 主音吉他
- 林戈·斯塔尔 – 架子鼓
- 乔治·马丁 –钢琴

資料來源：

## 脚注
1. ↑  Sheff 2000，第169頁.
2. ↑  Miles 1997，第94頁.
3. ↑  Unterberger 2009.
4. ↑  MacDonald 2005，第70–71頁.
5. ↑  .   [2021-06-27]. （原始内容存档于2012-05-12）.